# 예라누히 카라카시안
예라누히 카라카시안(아르메니아어: Երանուհի Գարագաշյան, 1848년 오스만 제국 위스퀴다르 ~ 1924년 조지아 트빌리시)은 오스만 제국의 아르메니아계 연극 배우이다. 1864년부터 연극 배우로 활동했으며 캅카스, 이집트 등에서 열린 연극에 참여했다.